# Ка Батаљини (Виченца)
Ка Батаљини је насеље у Италији у округу Виченца, региону Венето.
Према процени из 2011. у насељу је живело 28 становника. Насеље се налази на надморској висини од 229 м.